# Скороходова, Елена Дмитриевна
Еле́на Дми́триевна Скорохо́дова (род. 24 апреля 1962, Москва, СССР) — советская и российская актриса кино и театра, драматург, режиссёр, поэт, журналист, спортивный обозреватель журнала «Физкультура и спорт», общественный деятель. Мастер спорта по фигурному катанию. Член Союза российских писателей, Союза театральных деятелей, Союза кинематографистов. Член Союза православных женщин[значимость факта?]. Заслуженный деятель культуры республики Южная Осетия (2011 год).

## Биография
Елена Скороходова родилась 24 апреля 1962 года в Москве в семье математиков Дмитрия (1937—2005) и Галины (1937—2020) Скороходовых. Отец Елены, Скороходов Дмитрий Всеволодович, был главным криптографом системы опознавания МО СССР «Свой-чужой».
В детские годы Елена занималась фигурным катанием в группе Елены Анатольевны Чайковской. Мастер спорта СССР по фигурному катанию.
Впервые появилась на экране в 1975 году в документальном фильме «Лёд и фантазия» режиссёра Владимира Коновалова.
В 1983 году окончила с красным дипломом Высшее театральное училище им. Б. В. Щукина (мастерская Ю. Катина-Ярцева).
В 1985 году была ведущей комплекса ритмической гимнастики на Центральном телевидении СССР.
С 1983 по 1999 год работала в Московском драматическом театре имени А. С. Пушкина.
Является автором нескольких пьес. В 2004 году была принята в Союз российских писателей.
В 2017 году баллотировалась от партии «Справедливая Россия» в Совет депутатов Мещанского района города Москвы. Заняла 14 место из 26 кандидатов в пятимандатном округе.
Также в 2018 году баллотировалась от партии «Справедливая Россия» в Совет депутатов поселения Сосенское города Москвы.
В 2017 году сняла как режиссёр и выступила продюсером фильма по собственному сценарию «Не бросайте пепел на пол», где снялась и в главной роли (в прокат до сих пор не вышел). 
В декабре 2018 года издала сборник любовной лирики под названием «Когда кипела кровь от чувств».
С 2020 года ведёт «Делаем Вместе, Гимнастика. Спустя 35 лет» на телеканале «Москва 24».

## Личная жизнь
- Первый муж — актёр Владимир Виноградов.
- Второй муж — актёр Андрей Ташков.

В браке родился сын — Иван Андреевич Ташков (род. 1996), который в детстве снялся в кино.

## Пьесы
1. «Аргентинское танго, российский вариант»
2. «В поисках утерянного Грига…»
3. «Ивановы»
4. «Не бросайте пепел на пол»
5. «Новый Год forever, или Невероятный бобслей»
6. «Последний из ветеран…»
7. «Правдивая история о Ходже Насреддине»

## Фильмография
| Год       |   | Название                                     | Роль                            |
| --------- | - | -------------------------------------------- | ------------------------------- |
| 1975      | ф | Лёд и фантазия (документальный)              | Имя персонажа не указано        |
| 1981      | ф | Шутка                                        | лаборантка Жанна                |
| 1983      | ф | Берег                                        | oфицианткa                      |
| 1984      | ф | Счастливая, Женька!                          | Вepa                            |
| 1985      | ф | Свидание на Млечном пути                     | Таня                            |
| 1985      | ф | Зловредное воскресенье                       | учитель физкультуры Олимпиада   |
| 1987      | ф | Ищу друга жизни                              | учительница музыки Ирина        |
| 1987      | ф | Где находится нофелет?                       | Зоя                             |
| 1988      | ф | Радости земные                               | Ада                             |
| 1989      | ф | Свой крест                                   | Зика Васина                     |
| 1983      | ф | Одиноким предоставляется общежитие           | Галина                          |
| 1990      | ф | Бабник                                       | валютная проститутка Алёна      |
| 1991      | ф | Перлимплин                                   | Имя персонажа не указано        |
| 1991      | ф | Блэз                                         | Женевьева                       |
| 1991      | ф | След дождя                                   | переводчица Наташа              |
| 1991      | ф | По Таганке ходят танки                       | проститутка                     |
| 1992—1997 | с | Мелочи жизни                                 | манекенщица Eленa Ceмeндяевa    |
| 1992      | ф | Убить «Голландца»                            | проститутка Анастасия           |
| 1992      | ф | Новый Одеон                                  | любовница Бакланова             |
| 2001—2004 | с | На углу у Патриарших-2-3-4                   | проститутка Люся                |
| 2002      | ф | Маленькая девочка                            | Леда                            |
| 2003      | ф | Козлёнок в молоке                            | стюардесса                      |
| 2004—2007 | с | Виола Тараканова. В мире преступных страстей | врач Ольга Валентиновна Зверева |
| 2008      | ф | Большая разница                              | Елена Александровна Ломоносова  |
| 2010      | ф | Супруги                                      | Любовь Лозницкая                |
| 2013—2013 | с | Розыск-2                                     | Архипова                        |
| 2018      | ф | Не бросайте пепел на пол                     | Она                             |

## Награды и премии
- 2008 — специальный приз фестиваля «Амурская осень» «За творческий поиск» (за спектакль «Не бросайте пепел на пол»).
- 2014 — золотой диплом «Золотого Витязя» за спектакль «Последний из ветеран…» Сергиево-Посадского театра-студии «Театральный ковчег».
- 2025 –  Гран-при VII международного кинофестиваля "Любовь в каждом сердце" за х/ф "Не бросайте пепел на пол"
- 2025 – Лучшая женская роль в VII международном кинофестивале "Любовь в каждом сердце" за х/ф "Не бросайте пепел на пол"